# Никифор II (митрополит Київський)
Ники́фор II — митрополит Київський та всієї Руси.
Відомостей про життя та діяльність Никифора II майже не збереглося. Відомо, що за походженням він був грек. Прибув на Русь 1182 року й керував Київською Митрополією до 1198 року.
1195 року мудрою настановою та порадами митрополит Никифор II допоміг припинити кровопролиття між Київським князем Рюриком Ростиславичем і Великим князем суздальським Всеволодом.